# Omphalotropis striatapila
Omphalotropis striatapila é uma espécie de gastrópode  da família Assimineidae.
É endémica de Palau.